# Still Live (album de Keith Jarrett)
Still Live est un album live de Keith Jarrett enregistré à Munich le 13 juillet 1986. Il est sorti le 7 mars 1988 sur le label ECM.

## Musiciens
- Keith Jarrett, piano
- Gary Peacock, contrebasse
- Jack DeJohnette, batterie

## Pistes
1. My Funny Valentine (Lorenz Hart, Richard Rodgers) – 10:51
2. Autumn Leaves (Joseph Kosma, Johnny Mercer, Jacques Prévert) – 10:24
3. When I Fall in Love (Edward Heyman, Victor Young) – 8:22
4. The Song Is You (Oscar Hammerstein II, Jerome Kern) – 17:33
5. Come Rain or Come Shine (Harold Arlen, Johnny Mercer) – 10:06
6. Late Lament (Paul Desmond) – 8:40
7. You and the Night and the Music/Extension (Howard Dietz, Arthur Schwartz/Keith Jarrett) – 10:44
8. Intro/Someday My Prince Will Come (Jarrett/Frank Churchill, Larry Morey) – 8:23
9. Billie's Bounce (Charlie Parker) – 9:06
10. I Remember Clifford (Benny Golson) – 4:00